# Trần Anh Tú
Trần Anh Tú (sinh ngày 23 tháng 9, tại Hà Nội) là một nghệ sĩ vĩ cầm người Việt Nam. Tính đến năm 2018, anh là nghệ sĩ vĩ cầm Việt Nam duy nhất đã tổ chức trên 100 Liveshow, Minishow lớn, nhỏ; được giới truyền thông đặt biệt danh "Quái kiệt Violin".

## Tiểu sử
Trần Anh Tú được sinh ra trong một gia đình có truyền thống nghệ thuật, anh bắt đầu học vĩ cầm từ năm 4 tuổi. Lên 6 tuổi anh theo học chính quy tại khoa dây, Nhạc viện Hà Nội (nay là Học viện Âm nhạc Quốc gia Việt Nam), và nhận được các học bổng từ trường, bộ, nhà nước Việt Nam cùng một số chính phủ nước ngoài.
Năm 2000, anh vượt qua nhiều nghệ sĩ tên tuổi của Việt Nam và châu Á được lựa chọn tham gia Dàn nhạc trẻ châu Á và đi biểu diễn tại nhiều quốc gia trên thế giới.
Năm 2002, anh thi đỗ và nhận học bổng toàn phần tại Học viện Âm nhạc Quốc gia Moskva.
Năm 2003, vượt qua các vòng thi, anh được chọn làm bè trưởng bè viola trong Dàn nhạc trẻ Đông Nam Á; các năm tiếp theo luôn được mời tham gia biểu diễn trong dàn nhạc với cương vị bè trưởng.
Năm 2005, anh đạt giải nhất Liên hoan Nghệ thuật do Bộ Văn hóa, Thể thao và Du lịch Việt Nam tổ chức. Cùng năm anh được mời tham gia Dàn nhạc Giao hưởng Trung Quốc và cùng tham gia biểu diễn tại nhiều tỉnh thành phố của nước này.
Năm 2007, anh đồng thời đạt giải nhất và nhì vĩ cầm cho hai hạng mục Tác phẩm cổ điển và Tác phẩm Việt Nam trong cuộc thi Congcua Mùa thu do Bộ Văn hóa, Thể thao và Du lịch tổ chức.
Năm 2008, anh được chọn làm bè trưởng Dàn nhạc Giao hưởng phục vụ Đại lễ Phật đản thế giới được tổ chức tại Việt Nam. Cùng năm, anh lấy được học bổng toàn phần duy nhất dành cho bộ môn vĩ cầm sang Úc học cao học chuyên ngành Biểu diễn vĩ cầm; và tốt nghiệp xuất sắc 10/10 đại học chính quy chuyên ngành Biểu diễn vĩ cầm, được trường mời ở lại và trở thành giảng viên vĩ cầm trẻ tuổi nhất của khoa dây, học viện Âm nhạc Việt Nam. 
Tháng 6 năm 2011, anh tốt nghiệp cao học xuất sắc chuyên ngành biểu diễn Violin với số điểm tuyệt đối 10/10 của cả hội đồng giáo sư đầu ngành âm nhạc cổ điển. 
Ngày 30 tháng 9 năm 2017, Anh Tú tổ chức một liveshow riêng - “Mối tình đầu - Forever”, biểu diễn độc tấu violin với dàn nhạc 100 người tại Nhà hát Lớn Hà Nội  và có sự tham gia của vợ.
Năm 2020, anh phát hành MV "Giai điệu Tổ quốc " dịp Quốc khánh 2/9,  tái hiện đất nước trong thời chiến với hình ảnh: mẹ tiễn con ra trận, các chiến sĩ. Phần cuối lồng ghép hình ảnh các bác sĩ trong cuộc chiến chống Covid-19.
Năm 2021, Anh Tú phát hành Album CD về những câu chuyện tình yêu bất hủ trên thế gian. Tiếp đó, anh làm 100 bản thu âm studio chất lượng cao về âm nhạc và đăng trên YouTube để tặng miễn phí tất cả khán giả của mình để thay lời chia sẻ, tự sự của anh với tất cả khán giả, cũng như để đồng hành cùng nhau trải qua dịch COVID-19 đang hoành hành.

## Phong cách âm nhạc
Trần Anh Tú được đánh giá là một nghệ sĩ vĩ cầm với phong cách "đậm chất lãng tử, phiêu du, không giống bất cứ nghệ sĩ vĩ cầm nào khác". Anh biểu diễn thành thạo nhiều thể loại khác nhau như trữ tình, pop, ballad, rock, dance, cổ điển.

## Đời tư
Anh Tú kết hôn với Việt Dung, một nghệ sĩ opera và đã có 2 người con.